# Doğan Hakyemez
Doğan Hakyemez (7 ottobre 1950 – Adalia, 11 luglio 2018) è stato un cestista turco.

## Carriera
Con la Turchia ha disputato tre edizioni dei Campionati europei (1973, 1975, 1981).

## Palmarès
- Campionato turco: 5

Eczacıbaşı: 1976-77, 1977-78
Efes Pilsen: 1978-79, 1982-83, 1983-84